# Michelle Forbes
Michelle Renee Forbes Guajardo (Austin, 1965. január 8. –) latin-amerikai származású Daytime Emmy-díjas amerikai színésznő.
Elsőként a Vezérlő fény epizódjaiban tűnt fel, mellyel Daytime Emmy-díjat nyert. Leginkább a Star Trek: Az új nemzedék, a 24, a Csillagközi romboló, A szökés és a True Blood – Inni és élni hagyni című televíziós sorozatokból ismert. 2011-ben az AMC Gyilkosság című krimisorozatának szereplője lett, egy Primetime Emmy-jelölést szerezve.
A mozivásznon szerepelt a Kalifornia – A halál nem utazik egyedül (1993) és a Menekülés Los Angelesből (1996) című filmekben.

## Filmográfia

### Film
| Év   | Magyar cím                                        | Eredeti cím                                | Szerep                   | Magyar hang    |
| ---- | ------------------------------------------------- | ------------------------------------------ | ------------------------ | -------------- |
| 1993 | Vámpírszerelem                                    | Love Bites                                 | Nerissa                  |                |
| 1993 | Kalifornia – A halál nem utazik egyedül           | Kalifornia                                 | Carrie Laughlin          | Für Anikó      |
| 1993 | Kalifornia – A halál nem utazik egyedül           | Kalifornia                                 | Carrie Laughlin          | Gáspár Kata    |
| 1994 | Filmcápák hálójában                               | Swimming with Sharks                       | Dawn Lockhard            | Kovács Nóra    |
| 1994 | Véres virágok                                     | Roadflower                                 | Helen                    | Vándor Éva     |
| 1995 | Mindent a szemnek                                 | Just Looking                               | Mary                     |                |
| 1995 |                                                   | The Chosen One (rövidfilm)                 | anya                     |                |
| 1995 | Fekete nap, vörös hold                            | Black Day Blue Night                       | Rinda Woolley            |                |
| 1996 | Menekülés Los Angelesből                          | Escape from L.A.                           | Brazen                   | Für Anikó      |
| 1998 |                                                   | Dry Martini (rövidfilm)                    | Valeria                  |                |
| 2000 |                                                   | Bullfighter                                | Mary                     |                |
| 2001 | Parfüm                                            | Perfume                                    | Francene                 |                |
| 2002 |                                                   | American Girl                              | Madge Grubb              |                |
| 2004 |                                                   | Dandelion                                  | Ms. Voss                 |                |
| 2004 |                                                   | Al Roach: Private Investigator (rövidfilm) | Dede Dragonfly (hangja)  |                |
| 2009 |                                                   | Diplomacy (rövidfilm)                      | amerikai külügyminiszter |                |
| 2013 | Highland Park                                     | Highland Park                              | Sylvia                   | Makay Andrea   |
| 2015 | Az éhezők viadala: A kiválasztott – Befejező rész | The Hunger Games: Mockingjay – Part 2      | Jackson hadnagy          | Nyakó Júlia    |
| 2017 |                                                   | Columbus                                   | Maria                    |                |
| 2017 | Gemini – Kettős játszma                           | Gemini                                     | Jamie                    | Bertalan Ágnes |
| 2017 |                                                   | Say You Will                               | Janis Nimitz             |                |

## Fordítás
- Ez a szócikk részben vagy egészben  a   Michelle Forbes című angol Wikipédia-szócikk ezen változatának fordításán alapul.  Az eredeti cikk szerkesztőit annak laptörténete sorolja fel. Ez a jelzés csupán a megfogalmazás eredetét és a szerzői jogokat jelzi, nem szolgál a cikkben szereplő információk forrásmegjelöléseként.